# Gara Anghelești
Gara Anghelești este o stație de cale ferată care deservește comuna Bucșani, județul Giurgiu, România.